# Pseudacanthocinus mindanaonis
Pseudacanthocinus mindanaonis är en skalbaggsart som beskrevs av Stefan von Breuning 1956. Pseudacanthocinus mindanaonis ingår i släktet Pseudacanthocinus och familjen långhorningar.
Artens utbredningsområde är Filippinerna. Inga underarter finns listade i Catalogue of Life.